# Thomas Flanagan (schrijver)
Thomas Flanagan (Greenwich (Connecticut), 5 november 1923 – Berkeley - Californië, 21 maart 2002) was een Amerikaans hoogleraar Engelse literatuur (gespecialiseerd in Ierse literatuur) aan de University of California - Berkeley en een succesvol schrijver van historische romans. 
Voor zijn debuutroman The Year of the French (1979) ontving hij de National Book Critics Circle Award. The Year of the French is een op historische gegevens gebaseerd verhaal van de verzetsstrijd van Katholieke Ierse patriotten tegen hun Engelse overheersers, in 1798 kortstondig ondersteund door een scheepslading Franse troepen. Het boek werd in diverse landen vertaald, waaronder in het Nederlands. 